# Politica estera della Russia nel 1906-1914

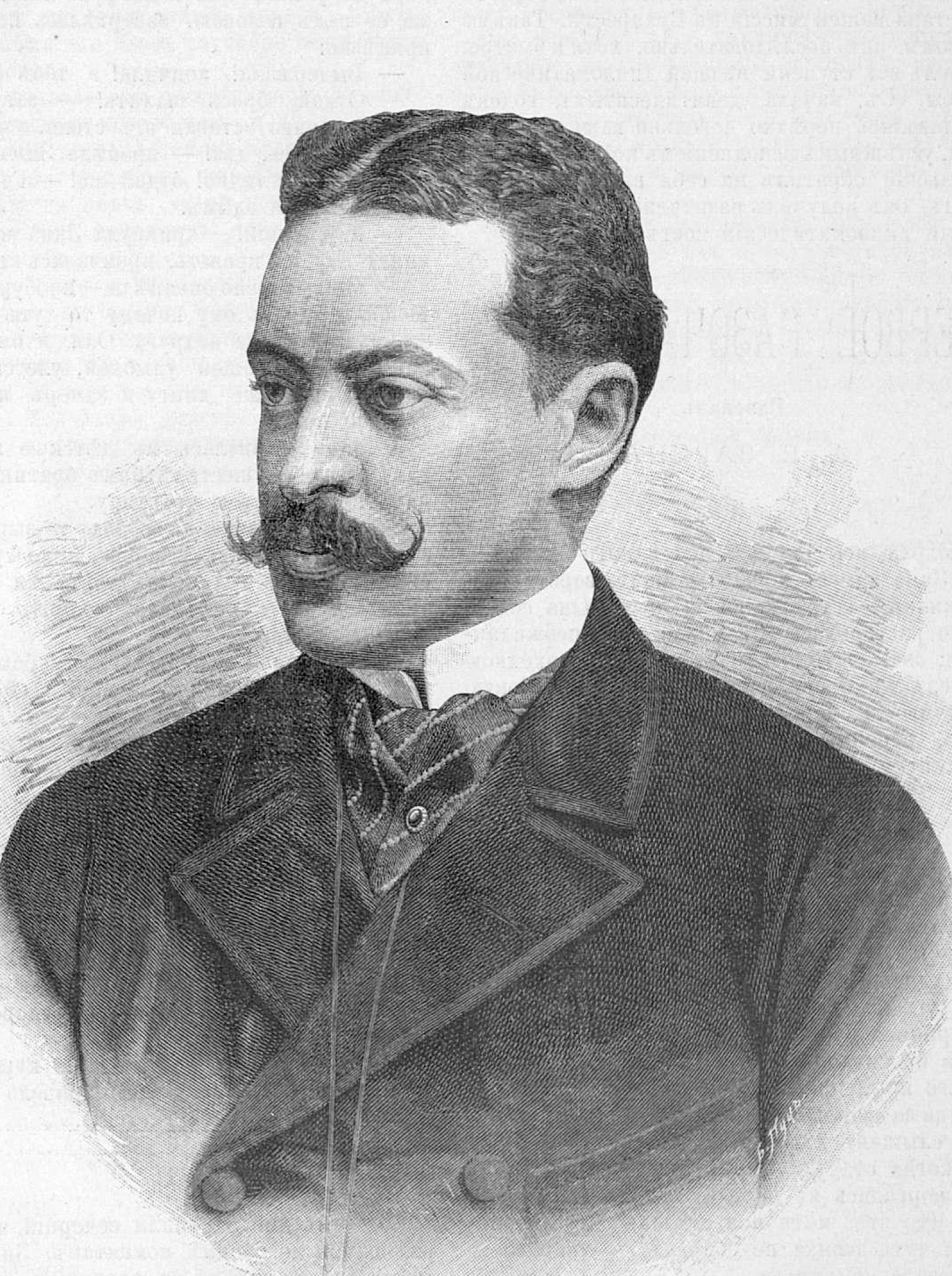
Il ministro degli Esteri Aleksandr Petrovič Izvol'skij

Dopo gli eventi interni ed esterni del 1905 la Russia dovette rivedere la sua politica estera.

## Estremo Oriente
La sconfitta nella guerra del 1905 contro il Giappone costrinse l'impero zarista a trattare con i nipponici e con la Gran Bretagna riguardo ai suoi interessi in Estremo Oriente. Nel 1907 il nuovo ministro degli esteri Aleksandr Izvol'skij concluse accordi con entrambe le potenze: allo scopo di mantenere la propria sfera di influenza nel nord della Manciuria e nel nord della Persia, la Russia dovette accettare l'influenza giapponese nel sud della Manciuria ed in Corea e l'influenza inglese nel sud della Persia, in Afghanistan ed in Tibet (Accordo anglo-russo).
La logica di questa politica era che Russia e Giappone si coalizzassero allo scopo di prevenire il sorgere dell'influenza statunitense in Cina che si stava realizzando attraverso la creazione di un consorzio che avrebbe dovuto occuparsi dello sviluppo delle ferrovie cinesi. Dopo la rivoluzione repubblicana del 1911 Russia e Giappone riconobbero reciprocamente le proprie sfere d'influenza nella Mongolia Esterna. In aggiunta a queste manovre Mosca barattò il riconoscimento degli interessi economici della Germania nell'Impero ottomano con il riconoscimento tedesco dei propri interessi economici in varie regioni.

## Balcani
A dispetto di questa prudente politica in Estremo Oriente, la Russia riprese a fomentare la rivalità nei confronti dell'Austria-Ungheria nei Balcani, focalizzando l'attenzione sul regno di Serbia e sulle province della Bosnia ed Herzegovina che l'impero asburgico occupava dal 1878. Nel 1881 la Russia aveva, segretamente, accettato il principio di una futura annessione di queste province a Vienna ma nel 1908 Izvol'skij, con una mossa poco scaltra, acconsentì all'annessione in modo formale in cambio di una revisione del Trattato di Berlino sulla navigazione negli Stretti. La Gran Bretagna ostacolò il progetto russo bloccando la revisione del trattato ma l'Austria procedette comunque all'annessione della Bosnia e dell'Herzegovina. L'azione austriaca, che nel frattempo aveva firmato un trattato di alleanza militare con la Germania, mise in luce la debolezza della politica russa: intento ultimo della manovra era forzare lo Zar a denunciare il trattato di protezione verso la Serbia.

## I e II guerra balcanica
Dopo l'annessione austriaca della Bosnia e dell'Herzegovina, la Russia sviluppò un maggior coinvolgimento nelle tensioni e nei conflitti che caratterizzarono i Balcani. Nel 1912 Bulgaria, Serbia, Grecia e Montenegro sconfissero l'Impero ottomano nella Prima guerra balcanica ma gli stati europei che li proteggevano continuarono a litigare tra loro. Quando nel 1913 l'alleanza si ruppe e Serbia, Grecia e Romania sconfissero la Bulgaria nella Seconda guerra balcanica, l'Austria si pose come protettrice della Bulgaria stessa, che era divenuta la principale rivale della Serbia in quella regione, e la Germania mantenne analogo ruolo nei confronti dell'Impero Ottomano. La Russia legò allora a sé, molto strettamente, la Serbia. Il complesso sistema di alleanze tra gli stati balcanici, garantito dalle Grandi Potenze, rimase estremamente instabile; i risentimenti per le passate sconfitte continuarono a covare e la Serbia in modo particolare mantenne una forte animosità nei confronti dell'annessione della Bosnia e dell'Herzegovina da parte dell'Austria-Ungheria.

## Sarajevo
Nel giugno 1914 un nazionalista serbo uccise, a Sarajevo, l'Arciduca Francesco Ferdinando, erede al trono di Austria-Ungheria, la quale accusò di complicità il governo Serbo. L'ultimatum austriaco alla Serbia fu volutamente troppo umiliante per poter essere accettato; malgrado ciò la Serbia in un primo momento annunciò di aderire in parte ad esso ma l'Austria si dichiarò insoddisfatta e richiamò il suo ambasciatore. La Russia, temendo un'altra umiliazione nei Balcani, confermò la protezione alla Serbia: di conseguenza quest'ultima rifiutò il nuovo ultimatum austriaco e così il sistema della alleanze scattò in modo automatico con la Germania in supporto all'Austria-Ungheria e la Francia in appoggio alla Russia. Era l'inizio della prima guerra mondiale.